# 주보니 휨초에
주보니 휨초에(1990년~2017년 11월 13일)는 나갈랜드주에 프레셔스 미 러브라는 온라인 패션·수공예 브랜드를 시작한 나갈인 여성이다. 그녀는 국가상인 나리 샤크티 푸라스카르를 받았다.
2017년 11월 13일, 휨초에는 나갈랜드 디마푸르에 있는 자신의 집에서 숨진 채 발견되었고, 그녀의 죽음은 자살로 판결되었다.그녀의 사업은 디마푸르에 있는 언니 로자노에 의해 계속 주도되었다.

## 생애
휨초에는 1990년 나갈랜드주에서 태어났다. 그녀는 델리 대학교에 다녔고, 그녀는 그녀의 여동생 로자노 휨초에가 수입한 외국 패션 아이템들을 판매하는 실험을 했었다.그들은 의류를 싸게 살 수 있었지만 고객들이 기대하는 크기의 범위에는 대처할 수 없었다.
그녀는 2011년부터 시작된 프레셔스미러브 창업을 책임졌다. 그 기금은 3500루피정도의 대학 보조금에서 나왔고 그녀는 이것이 그녀의 아버지의 죽음으로 생긴 야망에서 비롯되었다고 말했다.
이 브랜드는 모든 여성 팀이 이끌었고, 그것은 나갈랜드의 디마푸르에 기반을 두고 있었다. 프레셔스미러브는 'Made in Nagaland' 브랜드가 되겠다는 포부였다.
수상이 전시장을 찾으면서 '모디 걸'(Modi girl)로 주목받았지만 그는 그녀의 제품을 보지 못하고 자리를 뜨기 시작했다. 그녀는 그의 뒤를 따라 달려가 그녀의 전시를 보기 위해 돌아오도록 설득했다.
2017년 국제 여성의 날에, 그녀는 뉴델리에서 프라나브 무케르지 대통령으로부터 라슈트라파티 바반에서 나리 샤크티 푸라스카르 상을 받았다.
2017년 11월 13일 숨진 채 발견됐다. 사인은 자살이라고 합의되었다. 사업은 그녀의 자매, 로자노와 나갈랜드 정부 여성자원개발부 덕분에 계속되었다. 프레셔스미러브(PML)와 낭시바 수공예 두 가지 사업이 있다.PML은 여성 패션 의류를 만들고 옆집의 응시바(Nungshiba) 수공예는 나갈랜드에서 만들었지만 일본 원단 인형에서 영감을 받아 만든 '나가 인형'으로 만든다.